# Ctenoplusia crinoides
Ctenoplusia crinoides är en fjärilsart som beskrevs av Claude Dufay 1972. Ctenoplusia crinoides ingår i släktet Ctenoplusia och familjen nattflyn. Inga underarter finns listade i Catalogue of Life.